# Raußlitz
Raußlitz ist ein Ortsteil der sächsischen Stadt Nossen im Landkreis Meißen.

## Geografie
Raußlitz liegt etwa 9,5 Kilometer (Luftlinie) südlich von Lommatzsch in der Mitte Sachsens. Zu Raußlitz zählt auch das frühere Vorwerk Ottenbach etwa 0,75 Kilometer südöstlich des Ortes.
Nachbarorte von Raußlitz sind Pinnewitz im Norden, Zetta im Nordosten, Schrebitz im Osten, Karcha und Gohla im Südosten, Radewitz im Süden, Saultitz und Starbach im Südwesten, Kreißa und Oberstößwitz im Westen sowie Höfgen im Nordwesten.
| Höfgen                   | Pinnewitz                                   | Leippen Zetta |
| Oberstößwitz Kreißa      | Kompassrose, die auf Nachbargemeinden zeigt | Schrebitz     |
| Starbach Wolkau Saultitz | Radewitz                                    | Karcha Gohla  |

## Geschichte

### Ortsgeschichte

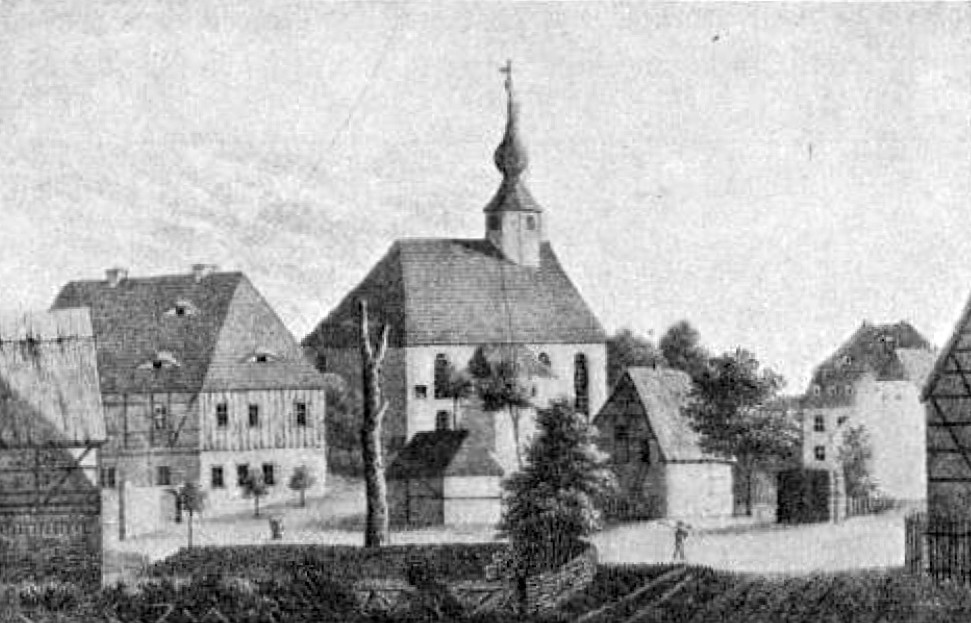
Raußlitz um 1840

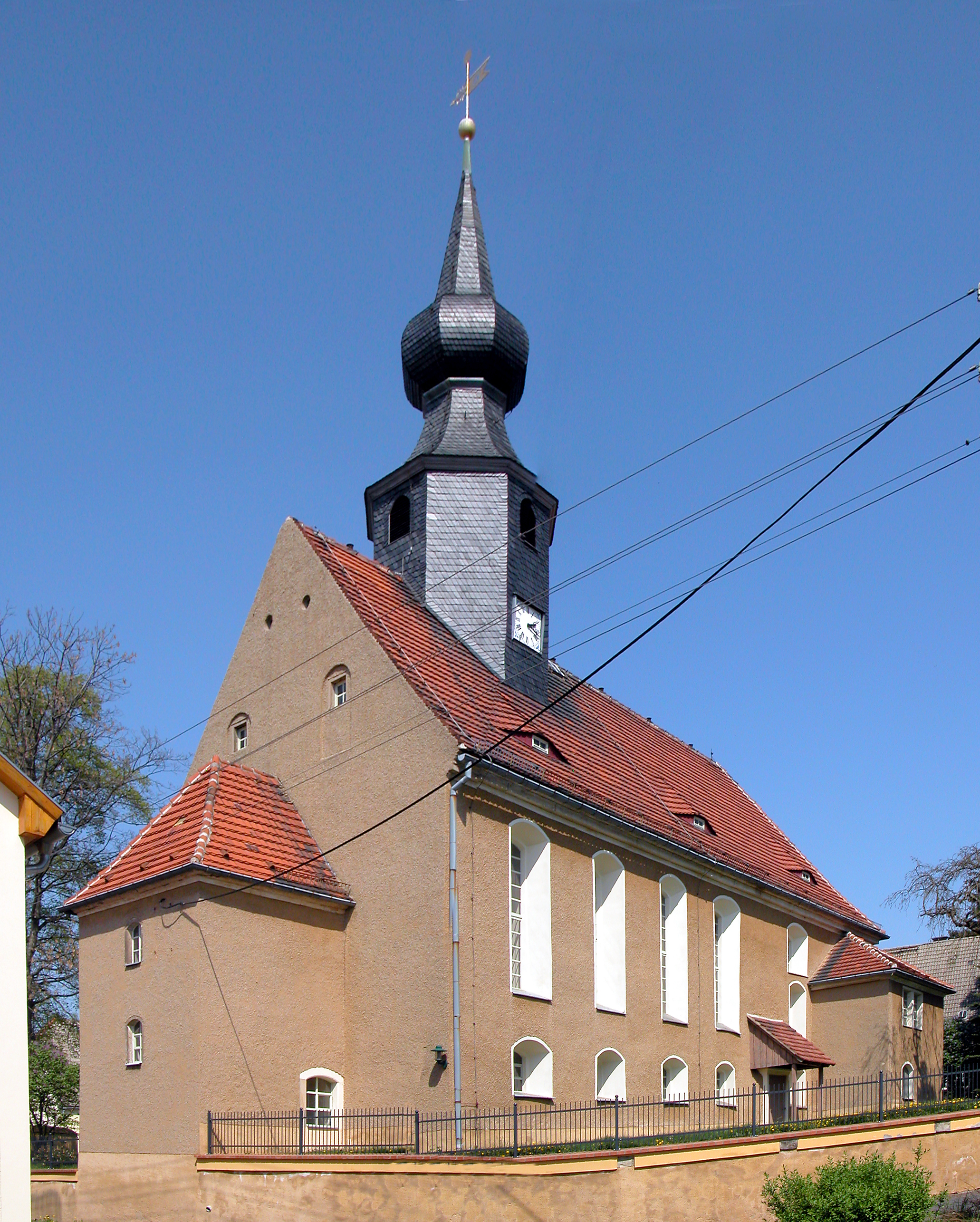
Kirche Raußlitz

Die erste belegte Ortsnamenform datiert von 1264 als Ruzlitz. Nach 1540 gehörte der Ort anteilig als Enklave im Kreisamt Meißen zum Amt Nossen. Während des Dreißigjährigen Krieges brachen 1637 schwedische und bayerische Truppen in Sachsen ein. Das älteste Kirchenbuch von Raußlitz verzeichnet dieses Ereignis dahingehend, dass der damalige Schulmeister Christian Andreas, welcher dieses Buch führte sowie der Pfarrer am 30. Januar, 1. Februar und 6. Februar dieses Jahres von Schweden ausgeplündert worden sind. Ein großer Teil der Bevölkerung flüchtete über die Elbe und fand in Cölln 8 Wochen lang Unterschlupf, bis die feindlichen Truppen abgezogen waren. Im Siebenjährigen Krieg überwinterten 1760/61 in näherer und weiterer Umgebung 50.000 Mann, welche die Gegend ausplünderten. August Schumann nennt 1821 im Staats-, Post- und Zeitungslexikon von Sachsen Raußlitz betreffend u. a.: 

„[…] meist zum Kreisamte Meissen, mit einigen Häusern aber zum Amte Nossen, also gewissermaaßen auch zu erzgebirgischen Kreise bezirkt, gehört jenem Antheile nach zum hiesigen, neuschriftsässigen Rittergute, übrigens unmittelbar unters Amt Nossen […].
Raußlitz hat in 60 Häusern nahe an 300 Bewohner und 9 ¼ Hufen Feldes. Zur Gemeinde zählt man noch die Grabischmühle, welche jedoch nicht hierher, sondern nach Ryßeina gepfarrt ist. […] Vom Dorfe und Gute brannte vor einigen Jahren ein ziemlicher Theil ab, […]. Das Dorf hat außer der Grabisch-Mühle noch eine zweite in der Nähe, unter welcher sogleich die Oberstößwitzer in dem sehr angenehmen Thalgrunde liegt.“

1935 wurden Karcha, Kreißa, Pinnewitz, Schrebitz, Oberstößwitz und Zetta mit Gallschütz eingemeindet. Zum 1. Januar 1994 wurde aus den damaligen Gemeinden Raußlitz, Rüsseina und Ziegenhain die Gemeinde Ketzerbachtal neugebildet. Sie gehört seit dem 1. Januar 2014 zur Stadt Nossen.

### Entwicklung der Einwohnerzahl
| Jahr    | Einwohnerzahl                                      |
| ------- | -------------------------------------------------- |
| 1547/51 | 10 besessene Mann, 5 Häusler, 1 Inwohner, 14 Hufen |
| 1764    | 10 besessene Mann, 7 Häusler, 9 ¼ Hufen            |
| 1834    | 270                                                |
| 1871    | 293                                                |
| 1890    | 297                                                |

| Jahr   | Einwohnerzahl |
| ------ | ------------- |
| 1910   | 238           |
| 1925   | 263           |
| 1939 1 | 1121          |
| 1946 1 | 1456          |
| 1950 1 | 1471          |

| Jahr   | Einwohnerzahl |
| ------ | ------------- |
| 1964 1 | 1202          |
| 1990 1 | 858           |
| 1994 2 | 275           |
| 2000 2 | 268           |
| 2005 2 | 235           |

| Jahr   | Einwohnerzahl |
| ------ | ------------- |
| 2010 1 | 216           |
| 2019 1 | 192           |

### Rittergut Raußlitz

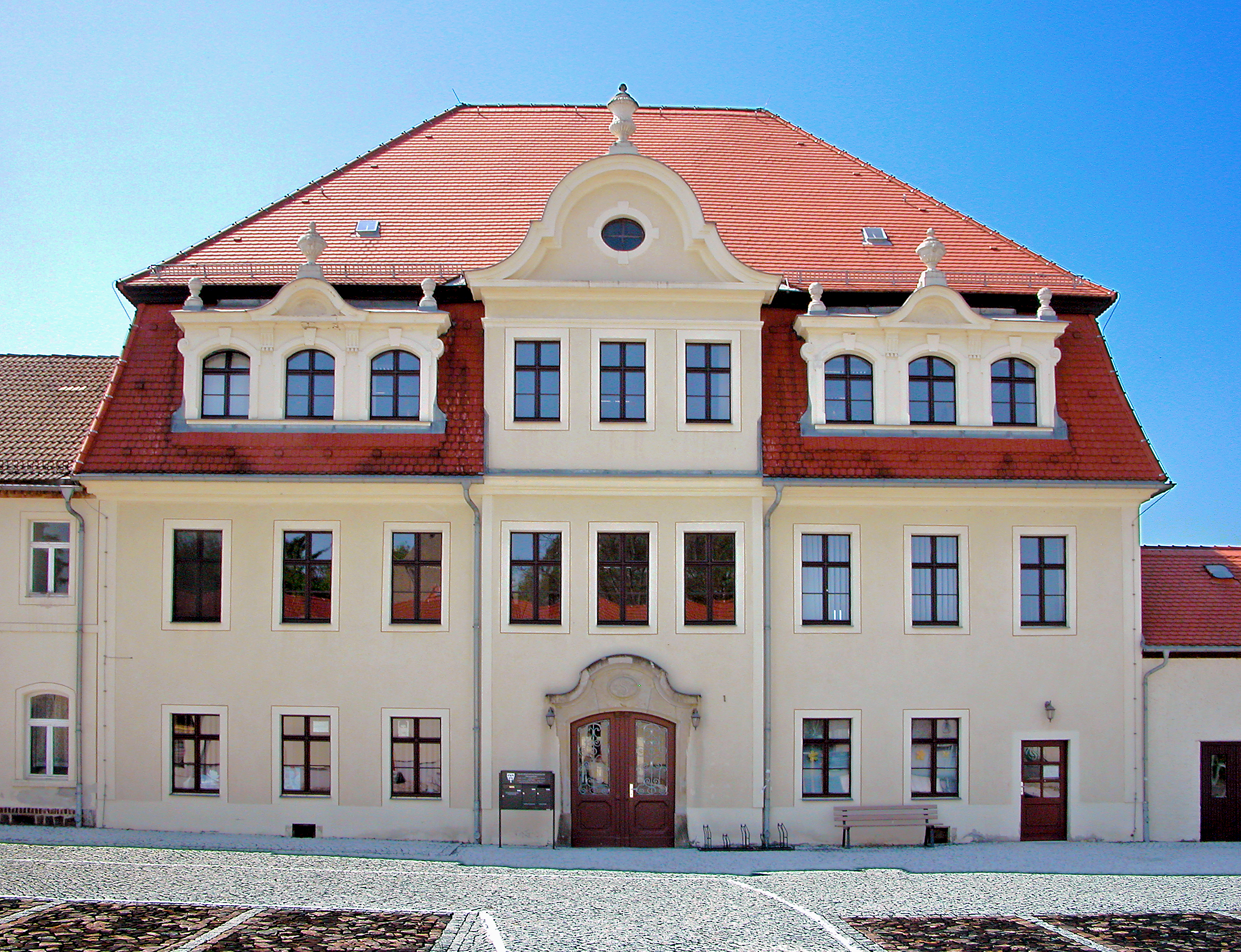
Rittergut Raußlitz, Herrenhaus

Raußlitz war bereits 1286 ein Herrensitz. Das Gut wurde im Laufe der Zeit ausgebaut und um 1600 als Vorwerk benannt. Die Gebäude wurden um 1720 errichtet, die erste Erwähnung als Rittergut erfolgte 1764. Das Rittergut betreffend führt Schumann an: 

„Zum Rittergute gehören noch Zettau oder Zetta und Katzenberg oder die Katzenhäuser, so wie das, mit 4 Hufen angesehene, beschockte Vorwerk Ottenbach, […], und das Vorwerk nebst dem Gasthofe zu Katzenberg an der Chaussee von Meissen nach Freiberg; auch ist damit das altschriftsässige Rittergut Gallschütz, ½ Stunde östlich gelegen, combinirt, wobei noch ein Vorwerk und eine Mühle ist; daher ist die Oeconomie des Gutes sehr bedeutend […].
Vor 70 Jahren gehörte das Gut dem Kammercommissär Kandler, vorher aber dem 1742 verstorbenen Hans Carl von Carlowitz, welcher auch Gallschütz, Burckersdorf und Schwarzbach besaß. […] Die von Carlowitz besaßen das Gut fast das ganze 17. Jahrhundert hindurch. […] Der jetzige Besitzer des Ritterguts ist Herr Hausse.“

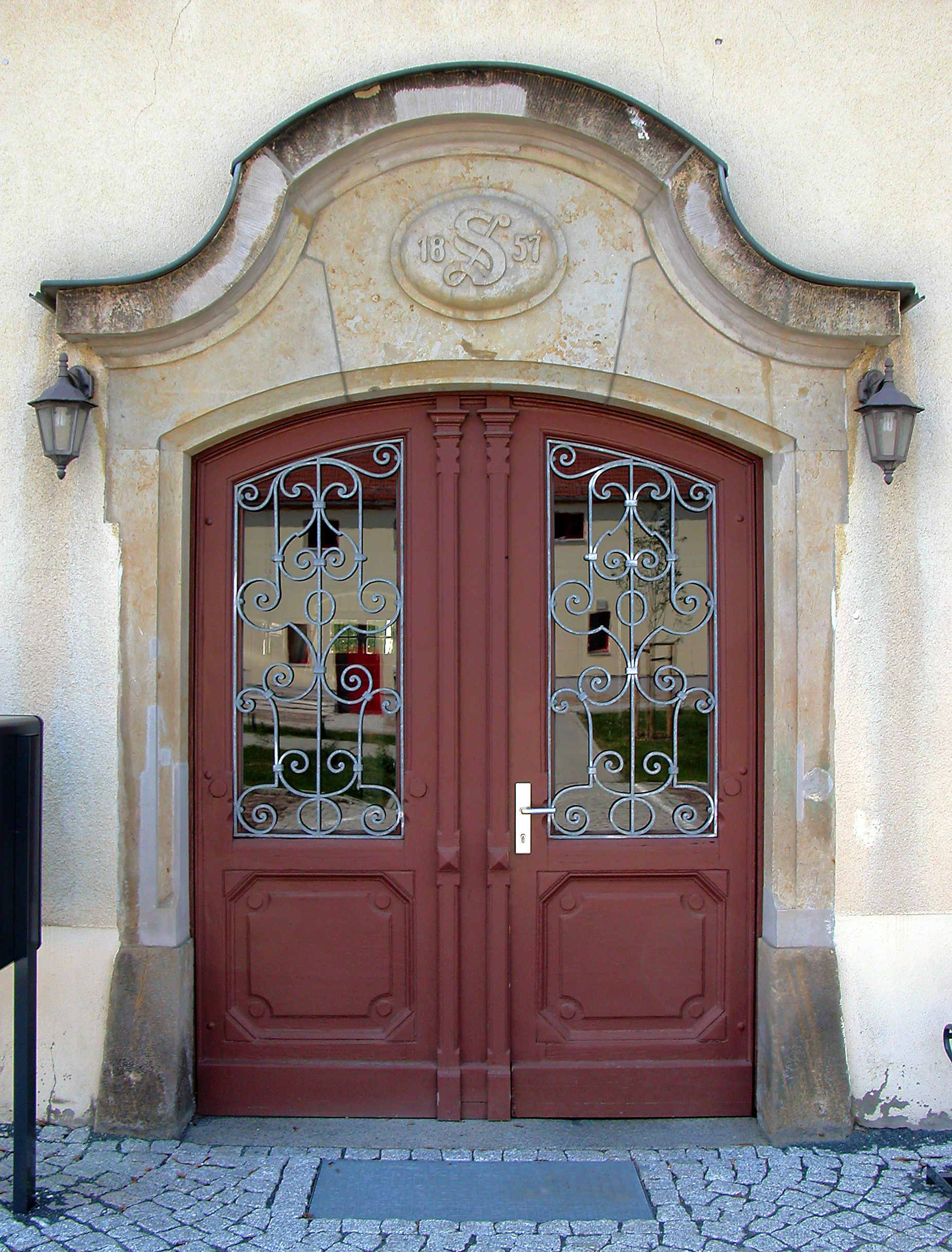
Rittergut Raußlitz, Herrenhaus, Portal (S)chaeffer 1857

1857 erwarb die Familie Schaeffer das Rittergut. 1902 bis 1903 wurde das Gebäude im neobarocken Stil umgestaltet. Nachdem nach 1945 Kindergarten, Schulhort, Schulküche und Verkaufsräume untergebracht waren, diente das Objekt bis 2013 als Sitz der ehemaligen Gemeindeverwaltung Ketzerbachtal. Derzeit nutzt der Zweckverband Wasserversorgung Meißner Hochland die Räumlichkeiten.

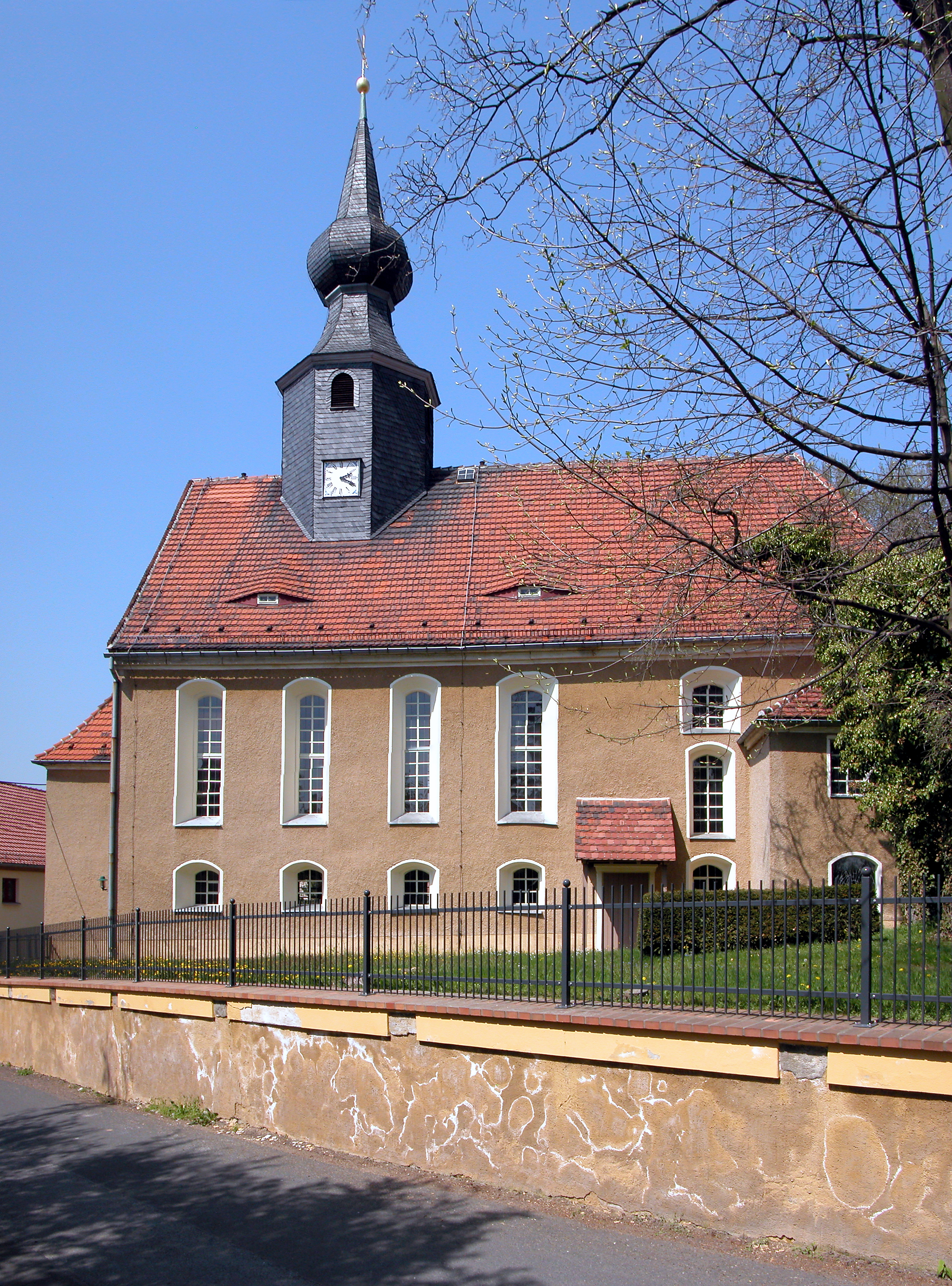
Kirche Raußlitz

### Kirche Raußlitz
Bereits um das Jahr 1000 soll am Ort eine Wehrkirche errichtet worden sein. Neben der Funktion als geistliche Stätte diente sie gleichzeitig auch der Grenzsicherung zum slawischen Teil des Daleminzier-Gebietes entlang des Ketzerbaches. Um die Kirche verlief ein heute verfüllter Wassergraben. Ein Turm, welcher über die heute noch vorhandene Tür auf der Südseite des Langhauses aus zu erreichen war und als Beobachtungsplatz diente, wurde 1694 abgebrochen. Bei Drainagearbeiten im Jahr 2000 stieß man auf die Fundamentmauern und Ziegelplattenfußboden, womit der Standort erstmals wieder lokalisiert werden konnte. Weitere Zeugnisse aus älterer Zeit sind eine spätgotische Außenstützmauer an Südost sowie eindrucksvoll spätgotische Türgewände am früheren Turmzugang an der Südseite.

Das dreistimmige Geläut stammt aus der Gießerei Hilliger aus Freiberg, die Glocken datieren von 1519, 1520 und 1524. Im Zweiten Weltkrieg mussten die kleine und mittlere Glocke zu Kriegszwecken abgegeben werden. Am 9. Juni 1948 konnten beide am Elbkai in Meißen wieder in Empfang genommen werden, vom 16. bis 18. Juni des Jahres erfolgte der Wiedereinbau, am 20. Juni wurde das volle Geläut wieder in Betrieb genommen. Im Jahr 2004 wurden die Glocken generalüberholt. Die Kirche betreffend führt Schumann im Staats-, Post- und Zeitungslexikon von Sachsen an: 

„Das Kirchenlehn und Patronatsrecht hierselbst verliehen um die Mitte des 13ten Jahrhunderts, gleich jenem in Neckanitz und Leuben, die Meißnischen Burggrafen dem Nonnenkloster zu Staucha, und der Dompropst Sifried, burggräfl. Prinz von Leißnig, bestätigte diese Schenkung den 12. Apr. 1264. Im Jahr 1386 kommt der Ort als Lehen der meißner Burggrafen vor, […]. In der Folge und bis zur Reformation herab stand aber die hiesige Kirche unter dem Zellischen Kloster, […]. Daher kommt es, daß die geistl. Gebäude nebst einigen beistehenden Häusern zum Amte Nossen geschlagen worden sind, und daß nicht das Rittergut allhier, sondern der Kirchenrath die Pfarr- und Schulstellen vergiebt.“

Die heutige Form des Kirchbaus spiegelt im Wesentlichen das Ergebnis umfassender Innen- und Außenrenovierungen zwischen 1714 und 1768 wider. Aus dem 16. Jahrhundert stammende Begräbnistafeln zeugen von hier ansässigen Rittergutsbesitzern der Familien von Maltitz auf Ilkendorf und von der Pforte auf Pinnewitz.
1924 erfolgte eine umfassende farbliche Neugestaltung der noch 1900 in der Sächsischen Kirchengalerie als „völlig schmucklosen Saalbau“ bezeichneten Kirche. Altar, Kassettendecke und Orgel wurden in kräftige Blau- und Grautöne gefasst, die Wände in einen dunklen Gelbockerton. Im Zuge der großen Innenrenovierung von 1999 bis 2003 wurde die Kirche vollständig neu in barocker Farblichkeit umgestaltet, wobei alte Deckenbilder wieder freigelegt wurden.
Zum Reformationsgedenken wurde 1839 ein Taufstein gestiftet. Mit Errichtung einer kleinen Taufkapelle rechts des Altarplatzes wurde 1962 ein neuer Taufstein geschaffen.
Der Kanzelaltar wurde 1720 geschaffen und laut Eintrag auf der Rückseite 1841 erneuert. Die Orgel wurde 1889 durch den Ostrauer Orgelbaumeister Franz-Emil Keller geschaffen. 2000 erfolgte eine Generalüberholung, bei der auch die Farbe von 1924 abgenommen wurde. Die heutige Orgel ist vermutlich die Dritte in der Geschichte der Kirche. Das erste Exemplar datiert von 1660, das zweite von 1714.